# Lotus Cars
Lotus Cars, oficjalnie Lotus Car Limited – brytyjskie przedsiębiorstwo branży motoryzacyjnej, zajmujące się produkcją samochodów sportowych i wyścigowych. Przedsiębiorstwo ma swoją siedzibę w Norfolk w Anglii. Od 1996 roku właścicielem Lotusa była malezyjska firma Proton. W 2017 roku większościowy pakiet akcji Lotusa przejął chiński koncern Geely.

## Modele
- Lotus APV
- Lotus Mk1
- Lotus Mk2
- Lotus Mk3
- Lotus Mk4
- Lotus Mk5
- Lotus 6
- Lotus Seven
- Lotus Eight
- Lotus Nine
- Lotus Ten
- Lotus Eleven
- Lotus Twelve
- Lotus 13
- Lotus 14
- Lotus 15
- Lotus 16
- Lotus 17
- Lotus 18
- Lotus 19
- Lotus 20
- Lotus 21
- Lotus 22
- Lotus 23
- Lotus 24
- Lotus 25
- Lotus 26
- Lotus 27
- Lotus 28
- Lotus 29
- Lotus 30
- Lotus 31
- Lotus 32
- Lotus 33
- Lotus 34
- Lotus 35
- Lotus 36
- Lotus 37
- Lotus 38
- Lotus 39
- Lotus 40
- Lotus 41
- Lotus 42
- Lotus 43
- Lotus 44
- Lotus 45
- Lotus 46
- Lotus 47
- Lotus 48
- Lotus 49
- Lotus 50
- Lotus 51
- Lotus 52
- Lotus 53
- Lotus 54
- Lotus 55
- Lotus 56
- Lotus 57
- Lotus 58
- Lotus 59
- Lotus 60
- Lotus 61
- Lotus 62
- Lotus 63
- Lotus 64
- Lotus 65
- Lotus 66
- Lotus 67
- Lotus 68
- Lotus 69
- Lotus 70
- Lotus 71
- Lotus 72
- Lotus 73
- Lotus 74
- Lotus 75
- Lotus 76
- Lotus 77
- Lotus 78
- Lotus 79
- Lotus 80
- Lotus 81
- Lotus 82
- Lotus 83
- Lotus 84
- Lotus 85
- Lotus 86
- Lotus 87
- Lotus 88
- Lotus 89
- Lotus 90
- Lotus 91
- Lotus 92
- Lotus 93T
- Lotus 94T
- Lotus 95T
- Lotus 96
- Lotus 97T
- Lotus 99T
- Lotus 100T
- Lotus M100
- Lotus 104
- Lotus 101
- Lotus 102
- Lotus 103
- Lotus 105
- Lotus 106
- Lotus 107
- Lotus 108
- Lotus 109
- Lotus 112
- Lotus 114
- Lotus 115
- Lotus Omega
- Lotus 2-Eleven
- Lotus Excel
- Lotus Eclat
- Lotus Elise
- Lotus Eco Elise[1]
- Lotus Elan
- Lotus Europa
- Lotus Europa S
- Lotus Etna
- Lotus Esprit
- Lotus Exige
- Lotus Exige 270 E Tri-fuel
- Lotus Evora

## Modele koncepcyjne
- Lotus Etna (1984)
- Lotus Extreme (2000)
- Lotus Eigne (2004)
- Lotus APX (2006)
- Lotus Hot Wheels (2007)
- Lotus Esquive (2009)
- Lotus Esira (2010)
- Lotus Eterne (2010)
- Lotus Elise Concept (2010)
- Lotus Elan Concept (2010)
- Lotus Esprit Concept (2010)
- Lotus New 7 (2011)
- Lotus Evora GTE Road Car Concept (2011)